# Bjerringbro Kommune
Bjerringbro Kommune i Viborg Amt blev dannet ved kommunalreformen i 1970. Ved strukturreformen i 2007 blev den indlemmet i Viborg Kommune sammen med bl.a. Fjends Kommune, Karup Kommune, Møldrup Kommune og Tjele Kommune.

## Bjerringbro sognekommune
Bjerringbro sognekommune blev dannet i begyndelsen af 1950'erne ved sammenlægning af Hjermind-Lee-Hjorthede sognekommune, der havde 3.000 indbyggere, og Bjerring Sogn fra Bjerring-Mammen sognekommune, der havde 1.392 indbyggere. Mammen Sogn fortsatte som selvstændig sognekommune.

## Kommunalreformen
Ved kommunalreformen blev Bjerringbro Kommune dannet ved sammenlægning af 5 sognekommuner:
| Kommune          | Folketal 1. januar 1970 | Byer                       |
| ---------------- | ----------------------- | -------------------------- |
| Bjerringbro      | 6.447                   | Bjerringbro                |
| Højbjerg-Elsborg | 1.227                   | Tange og del af Rødkærsbro |
| Mammen           | 646                     | Mammen                     |
| Sahl-Gullev      | 871                     | Sahl                       |
| Vindum           | 2.021                   | Del af Rødkærsbro          |
| I alt            | 11.212                  |                            |

Hertil kom at Vester Velling-Skjern sognekommune med 1.139 indbyggere blev delt, så Skjern Sogn kom til Bjerringbro Kommune, mens Vester Velling Sogn kom til Hvorslev Kommune. Hertil kom desuden et ejerlav fra Gerning Sogn i Hvorslev Kommune samt 2 matrikler og 2 lodder fra Viskum Sogn i Tjele Kommune. Den fik derimod et ejerlav, 15 matrikler og 5 lodder fra Lee Sogn samt 26 matrikler og 6 lodder fra Mammen Sogn.

## Sogne
Bjerringbro Kommune bestod af følgende sogne:
- Bjerring Kirkedistrikt (Middelsom Herred)
- Bjerringbro Sogn (Middelsom Herred)
- Elsborg Sogn (Lysgård Herred)
- Gullev Sogn (Houlbjerg Herred)
- Hjermind Kirkedistrikt (Middelsom Herred)
- Hjorthede Sogn (Middelsom Herred)
- Højbjerg Sogn (Lysgård Herred)
- Lee Sogn (Middelsom Herred)
- Mammen Sogn (Middelsom Herred)
- Sahl Sogn (Houlbjerg Herred)
- Skjern Sogn (Middelsom Herred)
- Vindum Sogn (Middelsom Herred)

## Borgmestre[5]
| Periode   | Navn           | Parti   |
| --------- | -------------- | ------- |
| 1970-1982 | Søren Pedersen | Venstre |
| 1982-2002 | Viggo Raaby    | Venstre |
| 2002-2006 | Poul Vesterbæk | Venstre |

## Rådhus
Bjerringbro Kommunes rådhus på Realskolevej 10 blev i 2008 købt af Grundfos.